# Loiperstätt
Loiperstätt ist ein Gemeindeteil der Stadt Dorfen im oberbayerischen Landkreis Erding.

## Lage
Der Weiler Loiperstätt liegt 6,5 Kilometer nordöstlich von Dorfen und 7 Kilometer südöstlich von Taufkirchen. Die Gebäude 1 und 2 liegen 400 m südöstlich der Gebäude 3 bis 7. Nordwestlich des Weilers mündet der Rettenbacher Bach in den Kallinger Bach.

## Geschichte
Im Jahr 1667 mussten sich Michael Sedlmayr zu Loiperstätt und Georg Oberkorber zu Oberkorb vor dem Gericht Erding „wegen geforderter Fischfuhren in der Scharwerk“ verantworten. Für die sogenannten Scharwerksfuhren mussten die Bauern zwangsweise ihre Zugpferde und andere Zugtiere bereitstellen und führen. Sie waren, insbesondere beim Transport von Fischen, denkbar unbeliebt, obwohl eine kleine Entschädigung zur Auszahlung kam.

## Weiler- und Wegkapelle

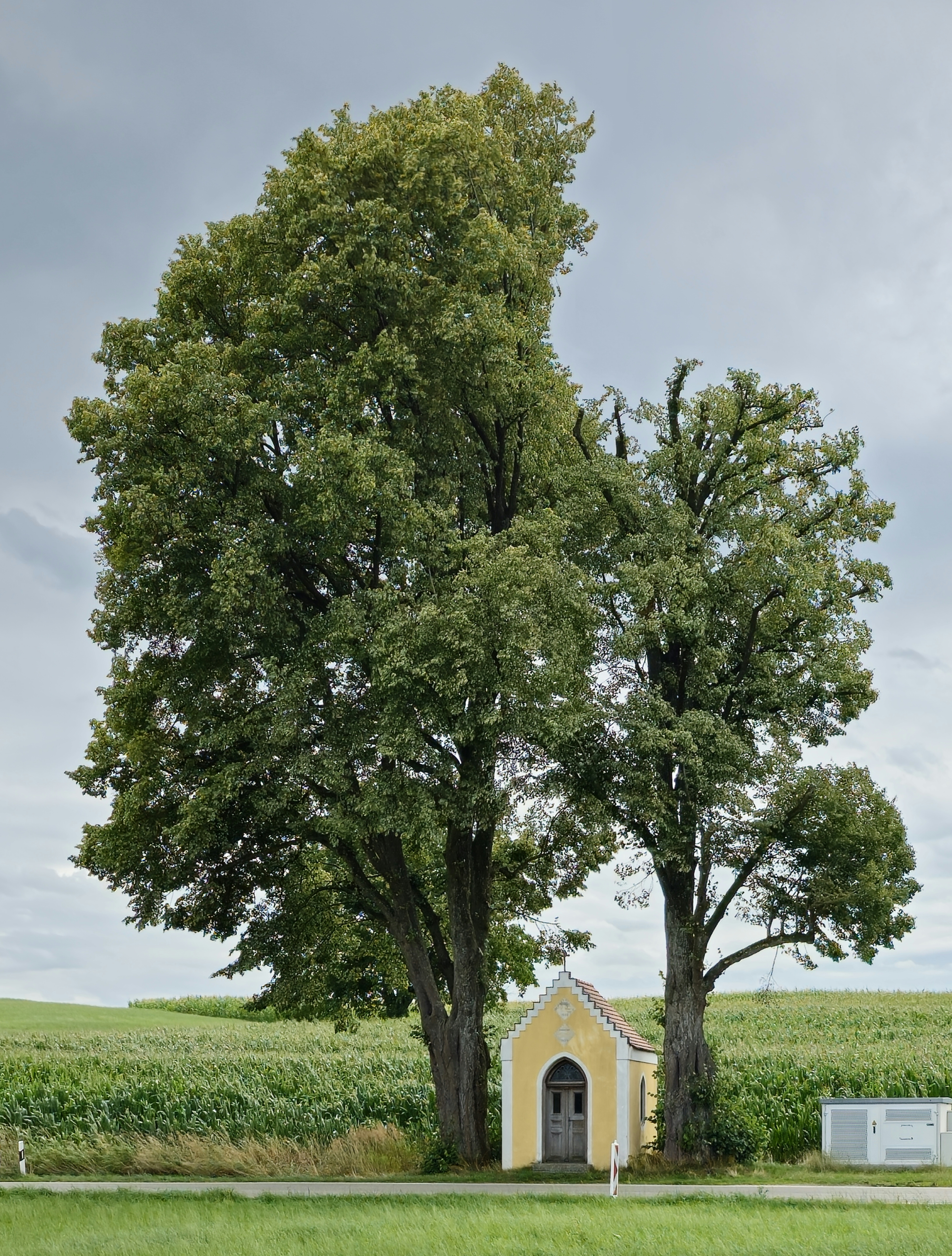
Kapelle, mit den Bäumen, unter denen sie steht

Eine sehenswerte Weiler- und Wegkapelle steht beschaulich am nördlichen Ortsrand von Loiperstätt an der Kreisstraße ED 26 nach Englschalling.

## Bevölkerungsentwicklung
Um 1871 gab es in Loiperstätt 46 Einwohner. Im Mai 1987 lebten dort 31 Einwohner in sieben Wohngebäuden.
| Jahr      | 1871 | 1925 | 1950 | 1970 | 1987 |
| Einwohner | 46   | 44   | 52   | 41   | 31   |